# Джерельне (Харківський район)
Джере́льне (до 2024 року — Стара Моско́вка) —  село в Україні, Харківському районі Харківської області. Населення становить 40 осіб. Колишній орган місцевого самоврядування — Коротичанська селищна рада.

## Географія
Село Джерельне знаходиться на відстані 1 км від річки Мерефа (лівий берег), вище за течією на відстані 1 км розташоване місто Люботин, нижче за течією на відстані 1,5 км розташоване селище Буди. По селу протікає ліва притока Мерефи яр Коробчин з кількома загатами. До села примикає лісовий масив (дуб). Поруч проходять автомобільна дорога М29 (E105) і залізниця (зупинний пункт 7 км).

## Історія
19 вересня 2024 року Верховна Рада підтримала перейменування села Стара Московка на Джерельне. 26 вересня 2024 року перейменування набуло чинності.

## Населення

### Мова
Розподіл населення за рідною мовою за даними перепису 2001 року:
| Мова       | Кількість | Відсоток |
| ---------- | --------- | -------- |
| українська | 34        | 85.0%    |
| російська  | 3         | 7.5%     |
| білоруська | 3         | 7.5%     |
| Усього     | 40        | 100%     |